# Iglesia de Santa María (Alaejos)
La iglesia de Santa María  es un templo católico ubicado en la localidad vallisoletana de Alaejos, en la comunidad autónoma de Castilla y León (España).

## Descripción
Construida en el siglo XVI en ladrillo unido con argamasa de cal y yeso, la Iglesia de Santa María une estilos renacentistas, mudéjares y barrocos.
Cuenta con tres naves cubiertas con bóvedas de crucería decoradas en oro y policromía por Francisco Martínez. Dos armaduras mudéjares cubren el centro del crucero y la capilla mayor.
La torre campanario, también construida en ladrillo en el siglo XVIII, tiene cuatro cuerpos. De estilo barroco, alcanza los 64 metros de altura y en el último piso existe una construcción similar a un minarete.
Además cuenta con un coro plateresco tallado en madera sin policromar y un retablo mayor dedicado a la asunción de María, que fue realizado por el escultor Esteban Jordán.
Fue declarada Monumento Histórico Artístico Nacional en 1931. El interior de la iglesia alberga el Museo Interparroquial de Arte Sacro con orfebrería, esculturas y pinturas de la comarca, entre las que se destacan dos lienzos de Luca Giordano.